# Boom (Bélgica)
 Boom é um município da Bélgica localizado no distrito de Antuérpia, província de Antuérpia, região da Flandres.
A cidade de Boom é conhecida por abrigar o maior festival de música do mundo o Tomorrowland.